# Ramon Boladeres i Soler
Ramon Boladeres i Soler (Prats de Lluçanès, Lluçanès, 29 de juliol de 1933 - Sabadell, Vallès Occidental, 1992) fou un fotògraf català. Ell mateix feia servir el malnom Rambol, nom amb el qual volia ser conegut.

## Biografia
Fill d'un ebenista i fotògraf de la vila, estudià a les Dominiques de Prats i al Seminari de Vic però als 14 anys el seu pare l'envià a Barcelona perquè fes l'aprenentatge de fotografia al laboratori Girau de la Rambla de Catalunya 8 i posteriorment al retornar al poble, s'encarregà de l'estudi fotogràfic familiar situat a casa seva.
Durant els anys de postguerra Boladeres es vinculà a grups de resistència i a moviments culturals catalanistes, essent sempre al davant dels grups d'opinió i d'accions de sensibilització.
L'any 1953 va ser detingut a Barcelona, l'any 1958 fou fundador del grup Joventut i Cultura i membre de l'Assemblea Democràtica del Lluçanès. El 1977 fou candidat a diputat per Estat Català i l'any 1979 formà part de la candidatura independent Acció Municipal Democràtica, obtenint el càrrec de regidor de cultura.

## Obra
Fou un fotògraf amb gran vocació, que feia un treball curós i treballava les llums de forma personal. La Fotografia li va permetre guanyar-se la vida en el que més li agradava i recórrer el país de punta a punta, aplegant milers de negatius documentals i etnogràfics d'unes realitats o formes de vida en curs d'extinció. Alguns d'aquests reportatges es varen filmar i el resultat foren les pel·lícules El Lluçanès (1966); El Lluçanès. L'home (1971); El Lluçanès. Costums (inacabat). En iniciar-se la Gran Enciclopèdia Catalana hi col·laborà i treballà intensament entre 1969 i 1980. Continuà entre 1981-1985 amb els encàrrecs per a la Gran Geografia Comarcal de Catalunya i per a la Catalunya Romànica i l'any 1986 col·laborà amb Francesc Cabana en la Història Econòmica de la Catalunya Contemporània i a Els protagonistes de la revolució industrial. L'any 1983 Rambol s'incorporà a l'Institut Cartogràfic on treballà fins a l'any 1991 fent un gran nombre de fotografies aèries. Morí a Sabadell el 23 d'agost de 1992.

## Fons personal
El seu fons personal es conserva a l'Arxiu Nacional de Catalunya. El fons es conservà en els diferents estudis de l'autor i des de l'any 1980 al seu domicili particular de Sabadell. El fons està format d'una banda per material produït a l'estudi fotogràfic familiar a Prats de Lluçanès; d'altra banda per l'arxiu privat de l'autor i en tercer lloc, per una gran quantitat de material geogràfic i etnogràfic, entre el qual destaquem els "descarts" dels encàrrecs per a diferents obres d'Enciclopèdia Catalana. També s'inclou documentació personal i familiar, documentació d'activitats polítiques i associatives, correspondència i reculls de premsa.